# Ђорђе Бекали
Ђорђе Бекали (рум. George Becali) познатији као Џиџи Бекали (рум. Gigi Becali; 25. јун 1958, Загна, Румунија) је контроверзни румунски политичар и бизнисмен, познат по томе што је власник Стеауе из Букурешта. Он је члан европског парламента од јуна 2009. године.